# 大和大学白鳳短期大学部
大和大学白鳳短期大学部（やまとだいがくはくほうたんきだいがくぶ、英語: Yamato University Hakuho Junior College Division）は、奈良県北葛城郡王寺町葛下1-7-17に本部を置く日本の私立大学。1984年創立、1998年大学設置。大学の略称は白鳳。

## 概観

### 大学全体
- 奈良県北葛城郡王寺町に所在する日本の私立短期大学で、設置主体は学校法人西大和学園[1]。
- 1998年に白鳳女子短期大学として開学[注 3]。国際化時代の要請に応える真の人間教育を実践するために創設された。国際教育に力を入れているほか、保育士、幼稚園教諭、小学校教諭、看護師、保健師、助産師、理学療法士、作業療法士、言語聴覚士など国家資格を持ち、自立した女性の育成に尽力している。また、開学以来、定員の約30％を外国人留学生にあてて積極的に受け入れを行うなど、国際的な短期大学としても知られる。2015年に一部の専攻が共学化されたことに伴い「白鳳短期大学」に改称。2023年に創立25周年を機に系列の大和大学と同じ名称を用いた「大和大学白鳳短期大学部」に改称した。

### 建学の精神（校訓・理念・学是）
- 建学の精神は「『人間』と向き合い、人間力と高い専門性を磨く教育を実践しています」となっている。女子大時代は「国際社会で自立できる女性の育成」となっていた。

### 教育および研究
- 総合人間学科という日本唯一の名称である学科をもち、名称からいわば「人間学」という学問をベースとした教育が盛んであることがうかがえる。

### 学風および特色
- 外国人留学生が多いという特徴から、国際教育や国際交流が盛んである。

## 沿革
- 1984年
  - 学校法人西大和学園設立
- 1996年
  - 白鳳女子短期大学設置準備室が設立される。
- 1997年
  - 12月19日 左記を以て文部省[注 4]より短期大学の設置が認可される[3]。
- 1998年　
  - 4月1日 白鳳女子短期大学以下の学科体制にて開学[注 5]
    - 国際人間学科 入学定員250名[注 6]

  - 5月1日 学生数[8]/定員
    - 国際人間学科 172[注釈 1]/250
- 1999年
  - キャンパス内に国際交流会館竣工。
  - 5月1日 学生数[9]/定員
    - 国際人間学科 336[注釈 1]/500
- 2000年
  - 第1回卒業式挙行
- 2002年
  - 4月1日 国際人間学科を以下の通り、専攻分離する[注 7]。
    - 国際人間学専攻 入学定員200名
    - 国際幼児保育専攻 入学定員50名
- 2004年
  - 1月 平成16年度大学入試センター試験参加短期大学の1校となる[注 8]。
  - 4月1日 学科名及び専攻名の変更あり[注 9]。
    - 国際人間学科→総合人間学科
      - 国際幼児保育専攻→幼児保育専攻[注 10]
- 2005年
  - 4月1日 総合人間学科に以下の課程を増設する[注 11]。
    - 看護学専攻 入学定員80名[注 12]
- 2006年
  - 4月1日 総合人間学科の各専攻について、以下の通り定員変更あり[注 13]。
    - 国際人間学専攻 70→100
    - 幼児保育専攻 100→150
- 2007年
  - 4月1日
    - 総合人間学科に以下の課程を増設する[注 14]。
      - 理学療法学専攻 入学定員40名[注 15]

    - 専攻科の設置が認められ、以下の課程を設ける[注 16]
      - 地域看護学専攻[注釈 2]入学定員40名
      - 助産学専攻[注釈 2]入学定員15名
- 2009年
  - 4月1日 総合人間学科の理学療法学専攻を以下の名称に変更[注 17]。
    - リハビリテーション学専攻 入学定員30名
- 2010年
  - 4月1日
    - 幼児保育専攻をこども保育専攻に改称[注 18]。
    - 専攻科に以下の課程を増設する[注 19]。
    - 疾患別理学療法学専攻 入学定員10名
    - 別科の設置が認められ、以下の課程を設ける[注 20]。
      - 外国人留学生別科 入学定員15名
- 2011年
  - 4月1日
    - 総合人間学科の専攻課程に以下、入学定員の変更あり[注 21]。
      - 国際人間学専攻 40→60
      - こども保育専攻 40→60

    - この年度の入学生より疾患別理学療法学専攻を募集停止し、既存のリハビリテーション学専攻において以下の課程を置く[注 22]。
- 2012年
  - 4月1日 総合人間学科のこども保育専攻をこども教育専攻に名称変更[注 23]。
- 2015年
  - 4月1日 白鳳短期大学に改称[注 24]。
- 2016年
  - 4月1日 リハビリテーション学専攻に以下の課程を増設する[注 25]。
    - 作業療法学課程
- 2019年
  - 4月1日 以下については、この年度で学生募集を最終とする[注 26]。
- 2021年
  - 4月1日 こども教育専攻、看護学専攻を男女共学化。
- 2023年
  - 4月1日 大和大学白鳳短期大学部に改称[注 27]。なかよし保育園をなかよしこども園に改編
- 2024年
  - こども教育専攻から「専攻科リハビリテーション学専攻（言語聴覚学課程・１年課程）」に内部進学できる規定を施行。こどもの発達の問題等に対応できる教育・医療の専門家を養成（国内初）。

## 基礎データ

### 所在地
- 奈良県北葛城郡王寺町葛下1-7-17

### 交通アクセス
- JR大和路線王寺駅より奈良交通バスを利用。「薬井口」バス停留所のちょうど正面にある。近鉄田原本線大輪田駅からの利用も可能だが、こちらは徒歩で10分程度かかる距離となっている。

### 象徴
- カレッジマークは、不死鳥を象った模様のほぼ中央部に、短大の設立年である「1998」の数字が刻まれたものとなっている[3]。

## 教育および研究

### 組織

#### 学科
- 総合人間学科
  - こども教育専攻 入学定員100名[1]
  - リハビリテーション学専攻 入学定員70名[1]
    - 理学療法学課程〈3年課程〉（定員40名）
    - 作業療法学課程〈3年課程〉（定員30名）

  - 看護学専攻〈3年課程〉 入学定員100名[1]
  - 国際人間学専攻 入学定員60名[注 28]

#### 専攻科
大学評価・学位授与機構]認定専攻科
- リハビリテーション学専攻
  - 理学療法学課程〈1年課程〉（定員10名）
  - 作業療法学課程〈1年課程〉（定員10名）
  - 言語聴覚学課程〈1年課程〉（定員20名）
- 地域看護学専攻〈1年課程〉（定員40名）
- 助産学専攻〈1年課程〉（定員40名　女子のみ）

#### 別科
- 外国人留学生別科（閉科）

#### 取得資格について
- こども保育専攻では、幼稚園教諭二種免許状と保育士の両資格が必須で取得できる。2010年4月からは、希望者は小学校教諭二種免許状も取得できるようになり、2年間で3つの資格取得が可能となった。また、大学編入学志望者は、系列の大和大学、大阪教育大学などへの編入学サポートを行っている。なお、2024年からは専攻科リハビリテーション学専攻に進学することにより言語聴覚士の受験資格が1年間で取得できる。こどもの発達の問題等に教育・医療の専門家（国家資格者）として対応できる人材を養成する、全国初で唯一の取り組みである。
- 看護学専攻では、3年間で看護師の受験資格が得られる。卒業後、助産学専攻（定員40名）で助産師、地域看護学専攻（定員40名）で保健師の各受験資格を目指すこともできる〔内部進学可（内部審査有）※専攻科は、学士（看護学）〔4年制大学卒業学位〕取得可能（卒後、学外機関に論文等審査有）〕。また、地域看護学専攻では保健師資格を取得後、申請により養護教諭二種免許状も取得できるようになっている。
- リハビリテーション学専攻（理学療法士養成課程、作業療法士養成課程）では、3年間で理学療法士または作業療法士の受験資格が得られる。また、2011年からは専攻科リハビリテーション学専攻に1年間で進学することにより、言語聴覚士の受験資格が取得できる。つまり4年間で、理学療法士、言語聴覚士または作業療法士、言語聴覚士の両資格が取得できる、全国初で唯一の取り組みとなる。

#### 系列機関
- 大和大学
- 西大和学園中学校・高等学校
- 西大和学園カリフォルニア校
- 社会福祉法人愛誠会 なかよし保育園
- 社会福祉法人白鳳会 西大和保育園
- 図書館

## 学生生活

### 部活動・クラブ活動・サークル活動
- 大和大学白鳳短期大学部にはサークル活動として、ソフトテニス・空手・バレーボール・ダンス・バドミントン・日本舞踊・華道・茶道などがある。また、2010年より部活動を強化。特に、バスケットボール、バレーボール、陸上競技、吹奏楽に力を入れ、それぞれの分野で優秀な成績を修めた者を対象とする特技推薦入試と呼ばれる入試を実施している。

### 学園祭
大和大学白鳳短期大学部の学園祭は「白鳳祭」と呼ばれ、概ね毎年11月に行なわれている。留学生による世界の料理屋台や民族衣装のファッションショーや有名人によるトークショーなどが催されている。2008年度は11月2日から11月3日にかけて行われ、 サンドウィッチマンが訪問している。

## 大学関係者と組織

### 大学関係者一覧
- 田野瀬良太郎 - 学校法人西大和学園創始者、理事長、大和大学初代学長、元衆議院議員
- 山折哲雄 - 初代学長
- 坂田おさむ - 客員教授

## 施設

### キャンパス
- 講義棟
- 実習棟
- 国際交流会館
  - 学生食堂：最寄りのバス停のちょうど正面にある「国際交流会館」の中にある「シエスタ」と称したカフェレストランがいわゆる白鳳女子短期大学の学食にあたる。
  - かつてはエフエム西大和のサテライトスタジオがあった。
- スポーツ施設

### 寮
- 大和大学白鳳短期大学部の寮は、キャンパス内における「国際交流会館」にある。

## 卒業後の進路について

### 就職について
- 総合人間学科
  - 国際人間学専攻：一般企業が大半となっていた。近畿日本ツーリスト、ジェイティービーなど語学を活かせる企業に就職した人が少なからずいる。
  - こども保育専攻：就職率は100%。保育園の就職が圧倒的に多いが、幼稚園への就職も少なくない。一般企業への就職も僅かにいる。
  - 看護学専攻：就職率は100%。多くは実習病院に就職。大阪市立大学医学部附属病院、奈良県立医科大学附属病院、国立循環器病センター、大阪府立泉州救命救急センター、八尾市立病院、市立奈良病院、大阪赤十字病院、関西電力病院、大阪鉄道病院、ハートランドしぎさん（以上実習病院） 他大阪近郊の医療機関がある。

### 編入学・進学実績
- 総合人間学科
  - 国際人間学専攻：奈良女子大学・立命館大学・関西大学（編入指定校になっている）など
  - こども保育専攻：大和大学（系列期間　特別進学入試制度有）、大阪教育大学など
  - 看護学専攻：専攻科への進学は、在籍中の成績基準および小論文、面接等がある。国公立大学看護系学部への進学実績も著しい。編入実績は、大阪府立大学・奈良県立医科大学・京都府立医科大学・神戸市看護大学・滋賀医科大学・和歌山県立医科大学などがある。